# Nukunonu (osada)
Nukunonu – miejscowość w Tokelau (terytorium stowarzyszone z Nową Zelandią). Według danych szacunkowych na rok 2011 liczy 355 mieszkańców. Jest jedyną osadą atolu o tej samej nazwie, położona na wyspie Nukunonu i częściowo na wyspie Motuhaga (oddzielonej od wyspy Nukunonu 20-metrowej szerokości płytkim kanałem).

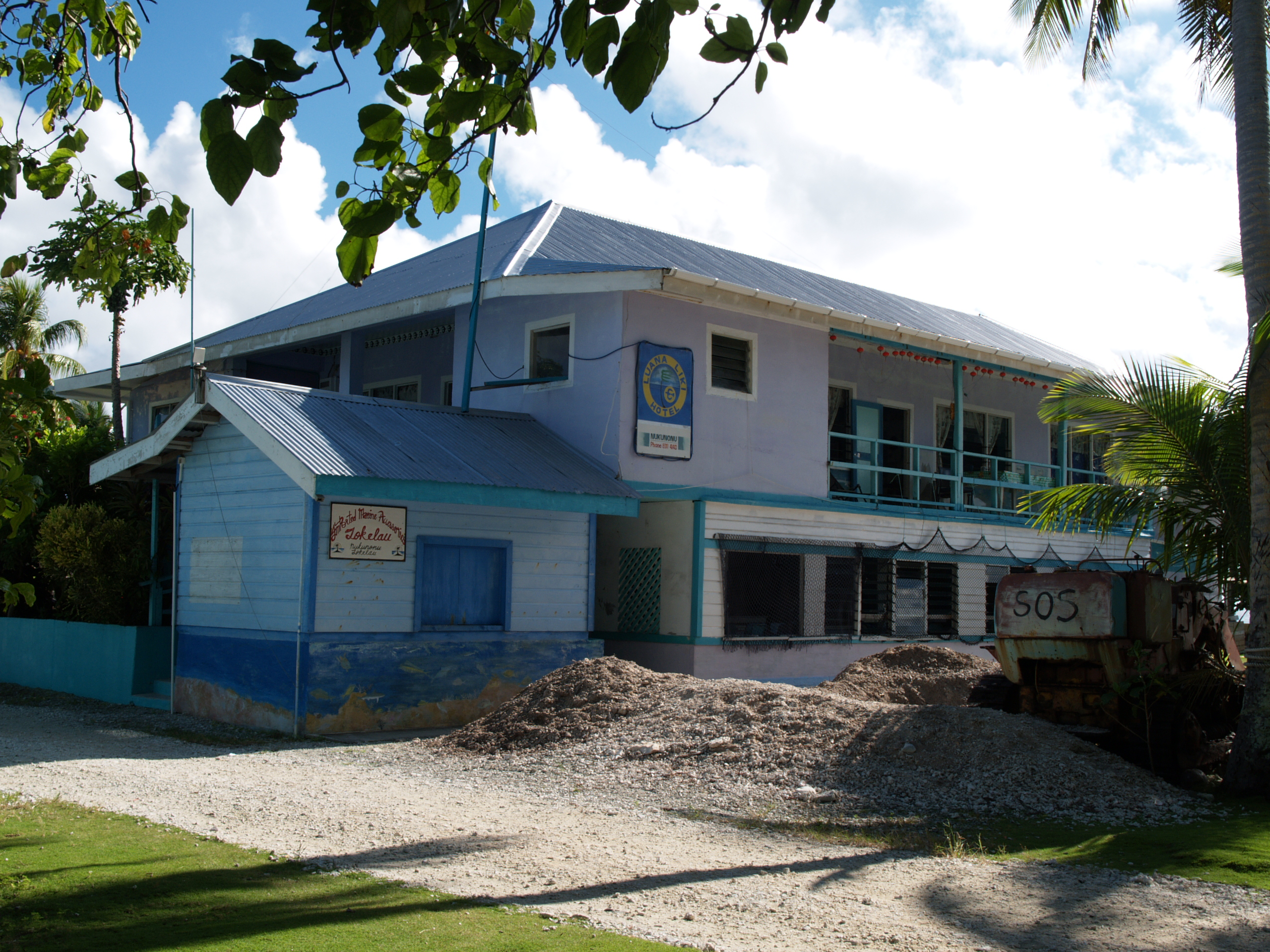
Hotel Luana Liki